# Askeby missionskyrka
Askeby missionskyrka är en kyrkobyggnad i Askeby, Linköpings kommun. Kyrkan tillhör Askeby missionsförsamling och var ansluten till Svenska Missionsförbundet som 2011 uppgick i Equmeniakyrkan.

## Instrument
I kyrkan finns ett harmonium och piano.